# 皮埃尔·珀蒂托
皮埃尔·珀蒂托（法語：Pierre Petiteau，1899年5月14日—1974年4月9日），法国男子橄榄球运动员。他曾代表法国参加1920年夏季奥林匹克运动会橄榄球比赛，获得一枚银牌。